# Stadlau
Stadlau war bis 1904 eine eigenständige Gemeinde und ist heute ein Stadtteil Wiens im 22. Wiener Gemeindebezirk Donaustadt sowie eine der 89 Wiener Katastralgemeinden.

## Geographie
Stadlau grenzt im Norden an Kagran und Hirschstetten, im Osten an Aspern, im Süden an die jenseits der Donau gelegene Leopoldstadt, 2. Bezirk, und im Westen an Kaisermühlen jenseits der Alten Donau. Ein Teil der Donauinsel zählt zu Stadlau. Die Katastralgemeinde erstreckt sich über ein Gebiet von 499,44 ha.
Einige ältere Gebäude werden von der Stadt Wien zu einer Schutzzone zusammengefasst, die sich allerdings teilweise in Hirschstetten befindet.
Im öffentlichen Bewusstsein wird die Bezeichnung Stadlau generell sehr diffus verwendet, was auch damit zusammenhängt, dass es keinen am Straßenraster nachvollziehbaren Ortskern und, von der Alten Donau abgesehen, keine klar erkennbaren Begrenzungen zu den anderen Bezirksteilen gibt. Die Katastralgrenze zu Hirschstetten etwa verläuft entlang der Langobardenstraße, es sind aber einige Orte, die teilweise weit nördlich davon liegen mit der Bezeichnung Stadlau versehen, etwa der Industriehof Stadlau (der in Hirschstetten liegt) oder der Gewerbepark Stadlau (der in Kagran liegt).

## Geschichte

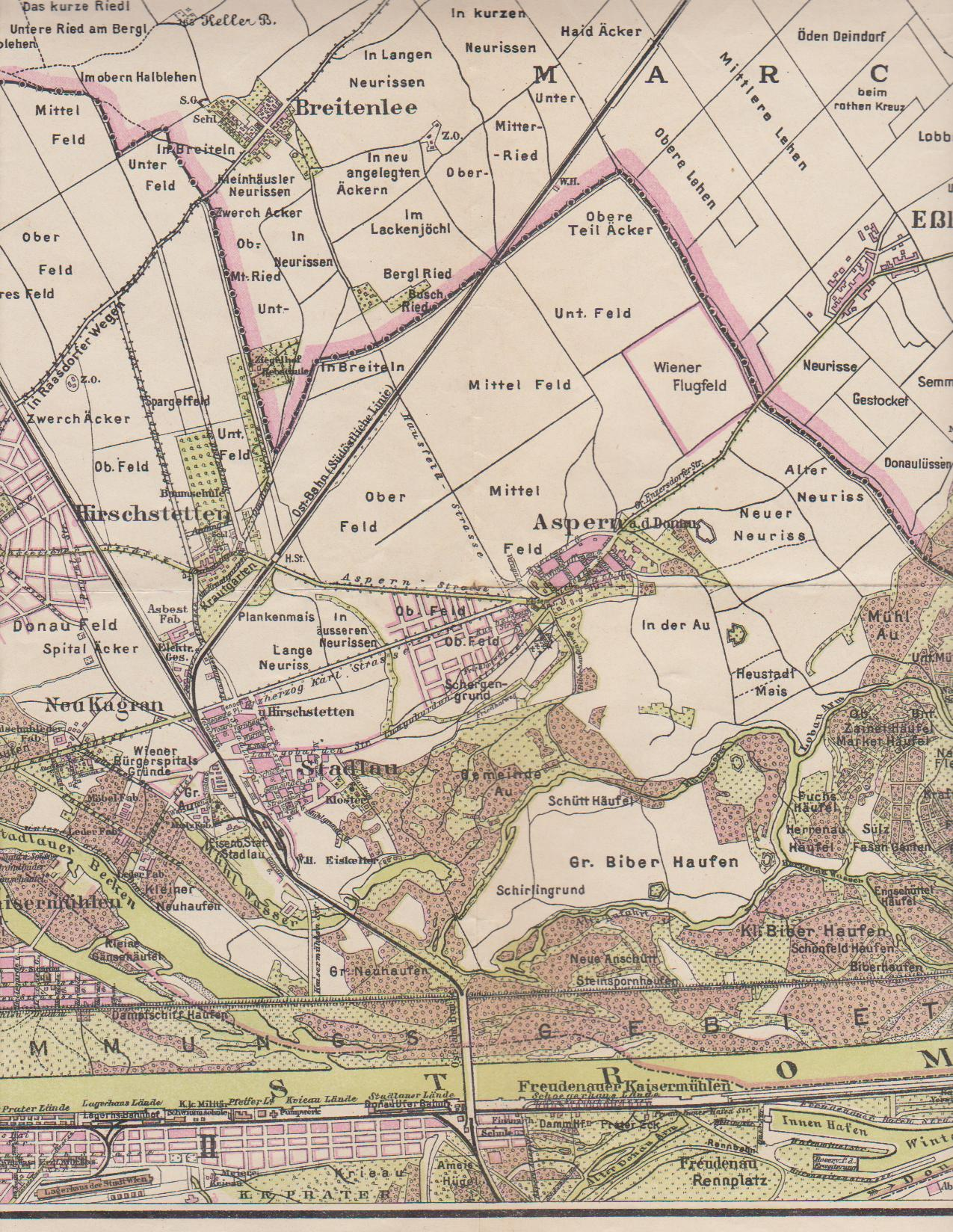
Stadlau und seine Nachbarorte auf einem Stadtplan aus dem Jahr 1912

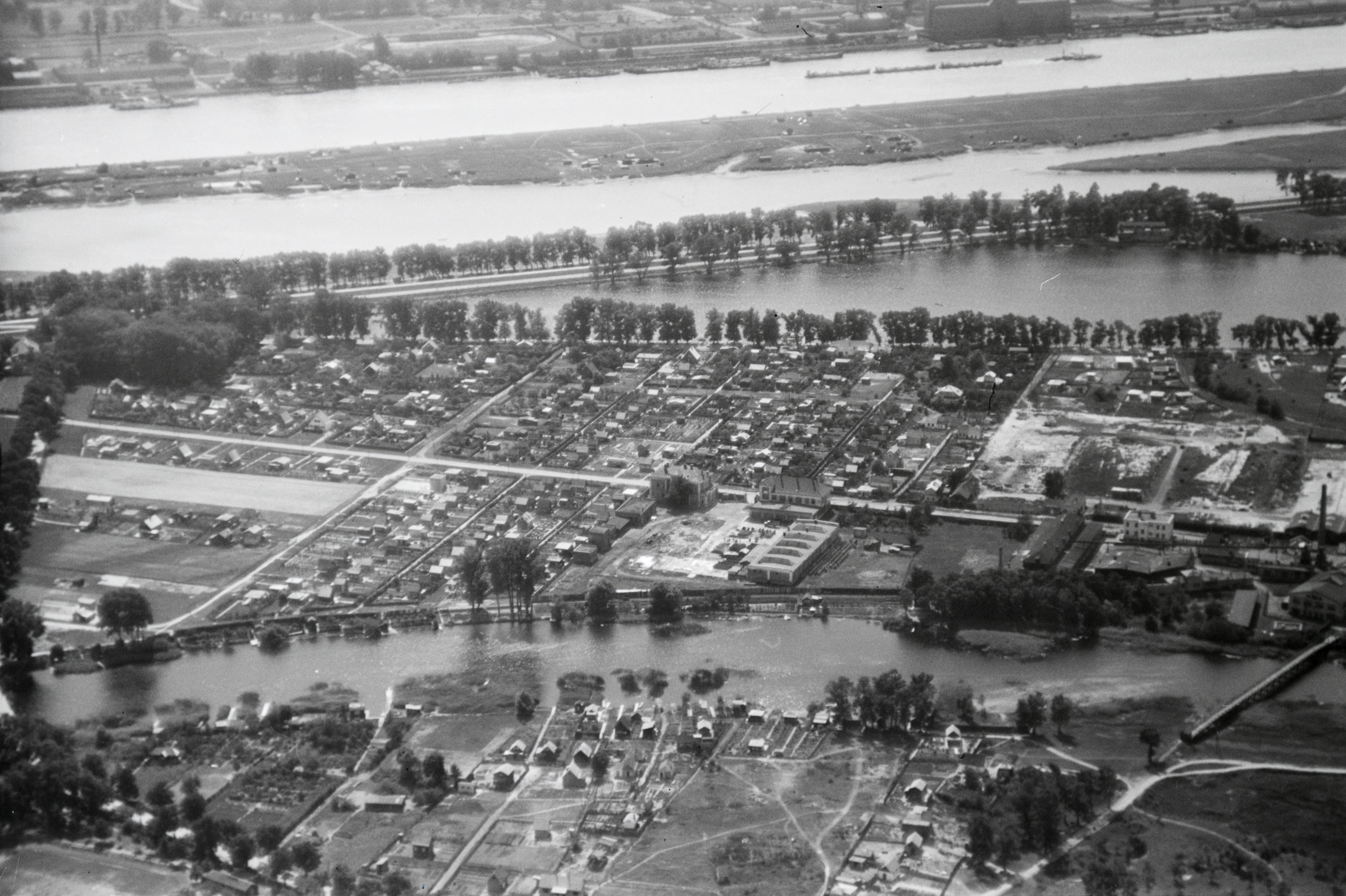
Kleingarten-Siedlungen zwischen der Unteren Alten Donau und dem Oberen Mühlwasser, 1935

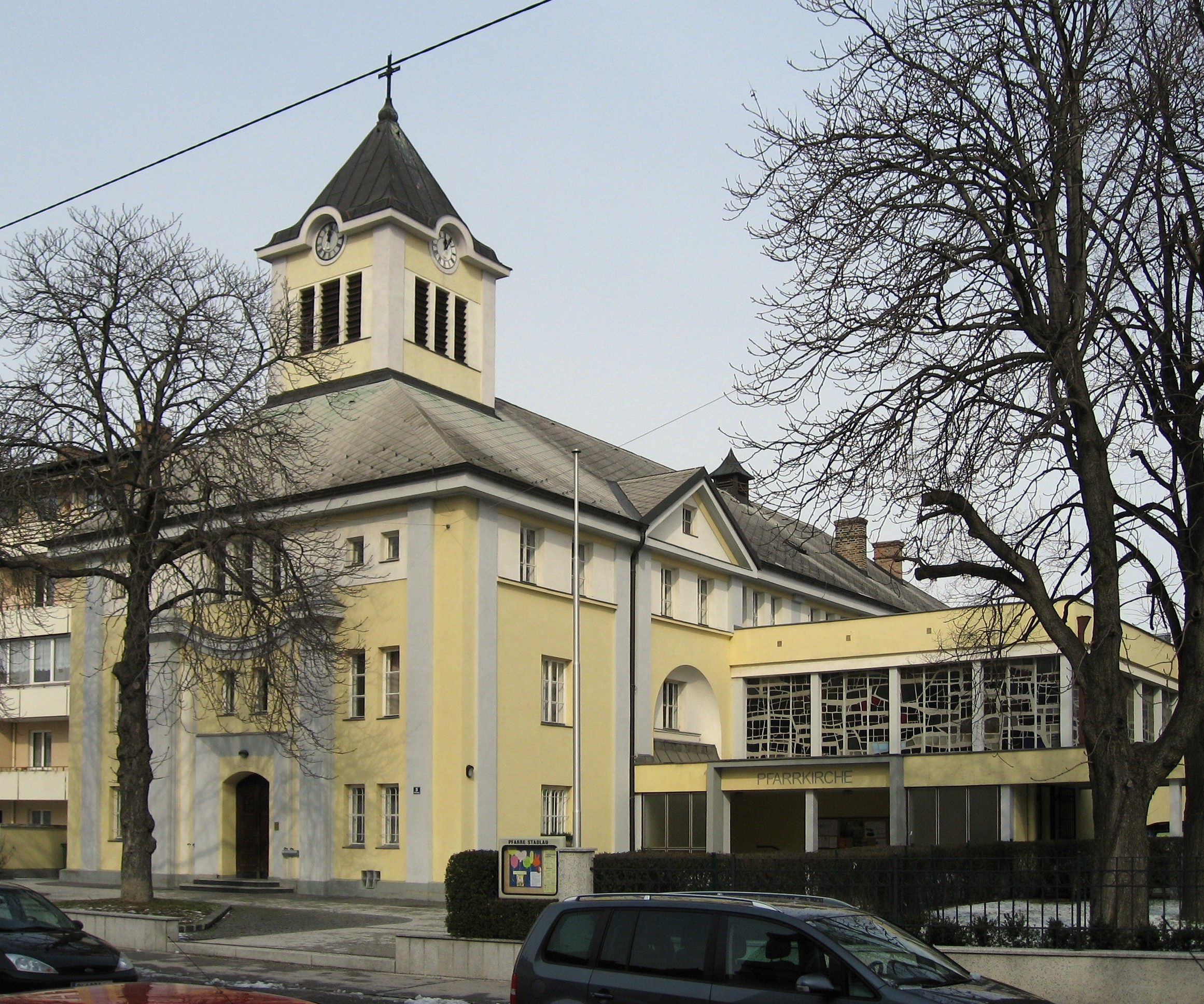
Pfarrkirche Stadlau

1150 wurde Stadlau erstmals als Stadelouve (Stadel in der Au) urkundlich erwähnt. Ursprünglich war Stadlau ein Lehen der Babenberger. Die Bewohner waren freie, relativ reiche Bauern, denen das Gebiet zwischen dem Donauufer und dem heutigen Lusthaus im Prater gehörte. Zur damaligen Zeit war Stadlau einer der bedeutendsten Orte im Marchfeld, da das Stadlauer Ufer den Ausgangspunkt zur Überfahrt zur Stubentorlände bildete. Nachdem die Babenberger den Stadlauern das „Urfahrrecht“ zugebilligt hatten, konnten diese für die über die Donau transportierten Waren Maut verlangen. 1160 bekam der Ort eine eigene Pfarrkirche, der in der Folge die Orte Aspern, Deutsch-Wagram, Gerasdorf, Groß-Enzersdorf und Leopoldau angehörten. 
1403 wurde die Gemeinde Stadlau von Herzog Albrecht IV. mit den drei Auen Segengrundt, Scheiben und Pratter (alles Teile des heutigen Praters) belehnt. 
Die Kirche, die dem Heiligen Georg geweiht wurde, wurde zusammen mit dem Ort 1438 (manche Quellen nennen ein früheres Datum) von einer Überschwemmung nach einem großen Eisstoß zerstört. Die Kirche wurde daraufhin im benachbarten Kagran wiedererrichtet. In der Folge gehörte Stadlau zur Pfarre Kagran. 1795 wurde immerhin eine Schule mit einem Glockenturm errichtet, wo wenigstens die Gebetszeit und die Vesper eingeläutet werden konnte.
Um 1820 bestand Stadlau aus etwa 10 bis 15 Häusern, die sich in Form eines Reihendorfes zu beiden Seiten der heutigen Schickgasse (zwischen Stadlauer Straße und Konstanziagasse) befanden. Ein Nebenarm der Donau war zu diesem Zeitpunkt etwa 400 bis 500 Meter entfernt. 
Die von 1870 bis 1875 durchgeführte Wiener Donauregulierung führte unter anderem zur Trockenlegung von Donaunebenarmen in der Nähe von Stadlau. 1870 wurde für Laaer Ostbahn und Marchegger Ostbahn der Stadlauer Bahnhof eröffnet; in weiterer Folge entwickelte sich das Dorf zu einem Eisenbahner- und Industrieort. 1875 wurde der Stadlauer Friedhof errichtet, davor bestatteten die Stadlauer ihre Toten auf dem damaligen Kirchhof der Kagraner Pfarrkirche.
1904 wurde der 21. Wiener Gemeindebezirk (Floridsdorf) gegründet, der sich aus den Orten Floridsdorf, Jedlesee, Großjedlersdorf, Donaufeld, Leopoldau, Kagran, Hirschstetten, Aspern und  Stadlau zusammensetzte. 
1924 wurde von den Salesianern eine neue Kirche errichtet. Die Kirche blieb zunächst dennoch eine Filialkirche der Pfarre St. Georg in Kagran. Erst 1934 wurde Stadlau zur eigenen Pfarre erhoben. 
Nachdem Österreich per 13. März 1938 an das Deutsche Reich angeschlossen worden war, trennte man bei der Errichtung Groß-Wiens per 15. Oktober 1938 die Orte Aspern, Hirschstetten und Stadlau vom 21. Bezirk ab und bildete mit ihnen sowie mit Breitenlee, Essling, Süßenbrunn und 15 weiteren Marchfeldgemeinden den riesigen 22. Bezirk, Groß-Enzersdorf. Die Grenze zum 21. Bezirk bildete nun bis 1954 die Laaer Ostbahn. 1954 wurden die meisten Marchfeldgemeinden an Niederösterreich zurückübertragen; Breitenlee, Essling und Süßenbrunn blieben bei Wien. Die Bezirksgrenze 21 / 22 wurde nun in Fortsetzung der Bezirksgrenze 2 / 20 weiter nordwestlich gezogen, so dass Kagran und Kaisermühlen zum neuen 22. Bezirk gelangten. Da Groß-Enzersdorf ausgeschieden war, wurde Donaustadt als neuer Bezirksname gewählt, eine Bezeichnung, die achtzig Jahre vorher nach der Donauregulierung für das Neubaugebiet im 2. Bezirk bei der Reichsbrücke in Verwendung war, sich dort aber nicht durchsetzte und daher fallengelassen wurde.

## Sport
Zwei der traditionsreichsten Stadlauer Sportvereine sind das WAT Stadlau, das 1914 als Arbeiter Turnverein in Stadlau gegründet wurde, und der 1913 als Normania gegründete Fußballverein FC Stadlau. 

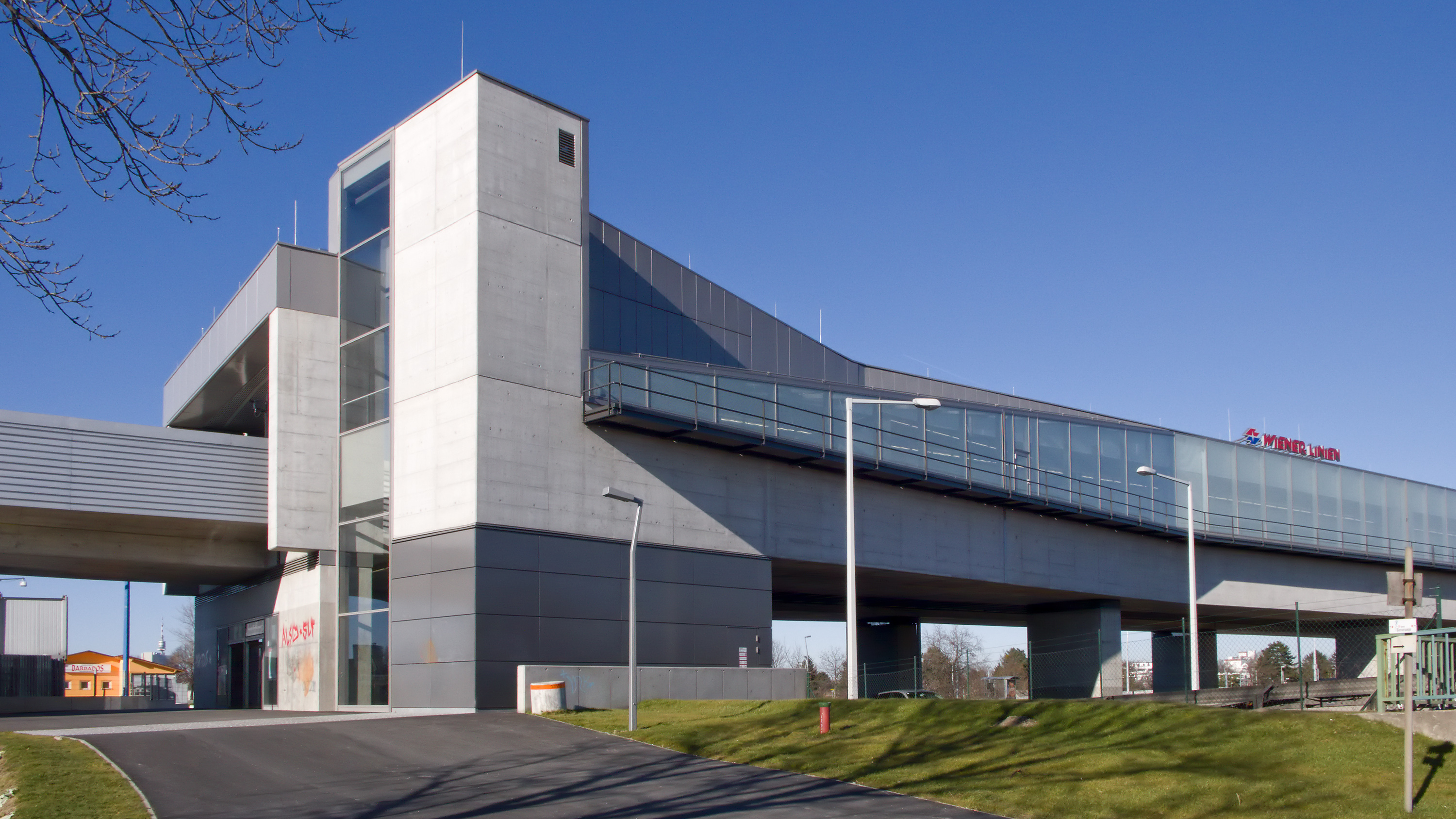
U-Bahn-Station Donaustadtbrücke (2011)

## Verkehr
In Stadlau befinden sich folgende U-Bahn-Stationen der U-Bahn-Linie U2 (von Süden nach Norden):
- Donaustadtbrücke
- Stadlau: Der Bahnhof Wien Stadlau ist der größte im 22. Bezirk. Hier halten auch die S-Bahn-Linie S80, Regionalzüge, welche über die Marchegger Ostbahn Richtung Marchegg und Pressburg verkehren, sowie mehrere Buslinien.
- Hardeggasse

Weiters befand sich in Stadlau die im Dezember 2014 aufgelassene S-Bahn-Station Wien Lobau. Die Station Wien Erzherzog-Karl-Straße liegt an der Grenze zu Kagran und Hirschstetten, an der sich die beiden nördlich der Donau verlaufenden Äste der Ostbahn gabeln.
Die Autobahn Südosttangente durchquert den Bezirksteil. Die Praterbrücke, deren nordöstlicher Teil in Stadlau liegt, ist ein Teilstück dieser Autobahn.